# 황대봉
황대봉(黃大鳳, 1927년 4월 23일~2015년 3월 23일)은 대한민국의 정치인이다. 제12·13대 국회의원을 지냈다.

## 학력
- 포항동지상고 졸업
- 포항수산대학교

## 경력
- 포항버스(주) 회장
- 대아고속해운(주)회장
- 율천항운(주)회장
- 경북일보(주)회장
- 학교법인 영암학원 (세명고교)재단이사장
- 재단법인 영암장학문화재단 이사장
- 대아가족 명예회장
- 국회 교통, 건설, 문공위원

## 역대 선거 결과
|  | 19.7% |

|  | 23.8% |